# Јан Анвелт
Јан Анвелт (ест. Jaan Anvelt, рус. Ян Анвельт; село Оргу, 18. април 1884 − Москва, 11. децембар 1937), познат и под литарарним псеудонимима Есаре Аду (рус. Э́эссааре А́аду; ест. Eessaare Aadu) и К. Матамес (ест. K. Maatamees) био је естонски совјетски револуционар, војни и државни делатник, лидер Комунистичке партије Естоније, први премијер Совјетске Естоније, књижевник и публициста. Жртва Стаљинове Велике чисте из 1937, а посмртно је проглашен за националног непријатеља. Совјетске власти посмртно су га рехабилитовале 1956. године.
Школовао се за учитеља, прво у Тартуу, а потом и у Санкт Петербургу где се придружио Руској социјал-демократској радничкој партији. По окончању школовања једно кратко време радио је као учитељ (1905−1907), а потом је похађао Санктпетербуршки универзитет као ванредан студент. Као лидер естонских бољшевика, заједно са својим Војним револуционарним комитетом, 5. новембра 1917. извршио је пуч и преузео власт у Естонији.
Након пада Естонске радничке комуне и пораза револуционарних бољшевичких фракција у Естонији, Анвел је једно време деловао као илегалац, а након неуспешног државног удара 1924. напушта Естонију и одлази у Совјетски Савез. У Москви је три године радио као политички комесар Ваздухопловне академије Жуковског, а потом је обављао и неке од важних административних функција у цивилном ваздухопловном сектору. Од 1935. до 1937. радио је као извршни секретар Коминтерне.